# Albertine Sørensen
Albertine Sørensen, född 1826, död 1911, var en dansk skolledare. Hon spelade en pionjärroll i dansk utbildningshistoria. Hon var ledare för Århus Höjere Pigeskole 1885–1897, som under hennes ledning utvecklades från en småskola till en ledande skola med 190 elever och en förebild för sekunddärrutbildning för flickor i Danmark. 